# Rio Grande Valley Football Club
Il Rio Grande Valley Football Club, conosciuto anche come Rio Grande Valley FC Toros o più semplicemente come RGV, è stato un club calcistico professionistico statunitense con base ad Edinburg (Texas) che giocava le proprie partite interne presso l'H-E-B Park, impianto da 9.400 posti a sedere. È stato a lungo affiliato alla franchigia di Major League Soccer della Houston Dynamo.

## Storia
Nel settembre 2014 dei membri della dirigenza della Houston Dynamo incontrarono i funzionari della United Soccer League allo scopo di fondare una nuova franchigia da far partecipare alla USL a partire dalla stagione 2016.
Nel marzo 2015 venne annunciato che la squadra di pallacanestro dei Rio Grande Valley Vipers, militante nell'NBA Development League aveva acquistato i diritti per operare una franchigia nella USL, a patto di sviluppare piani concreti per uno stadio di proprietà. Il sito ufficiale della Major League Soccer riportava che la Houston Dinamo avrebbe probabilmente rappresentato l'affiliazione MLS per il nuovo club di USL nella valle del Rio Grande.
Inizialmente, la squadra funse da affiliato ibrido della Houston Dynamo della Major League Soccer. Chris Canetti, presidente della Houston Dynamo, definì la relazione "un passo importante e necessario". L'affiliazione ibrida al tempo rappresentò una novità assoluta per la USL, in quanto significava che la Dynamo si sarebbe occupata del lato calcistico del club, ossia selezionando i giocatori e il personale tecnico, mentre d'altro canto la proprietà del club sarebbe stata responsabile del lato economico e della gestione quotidiana del club.
Nel dicembre 2015 i Toros annunciarono il loro primo ingaggio, il giocatore, cresciuto nel vivaio della Houston Dynamo, Juan "Charly" Flores.
Nel 2016, la stagione d'esordio nella lega, la squadra concluse la stagione regolare al secondo posto nella Western Conference, salvo poi essere eliminata al primo turno dei playoff per mano dell'Oklahoma City Energy, uscito vincitore dall'incontro con il risultato di 3-2. Nelle successive quattro stagioni, i Toros non riuscirono mai ad eguagliare i risultati ottenuti nel 2016 e non si qualificarono mai per la postseason.
Il 23 dicembre 2020, RGV e la Houston Dynamo annunciarono la ristrutturazione del precedente accordo di affiliazione per la stagione 2021: secondo il nuovo accordo, il Rio Grande Valley sarebbe stato in futuro indipendente nella gestione sportiva del club, mentre alla Dynamo sarebbe comunque rimasta la possibilità di mandare giocatori in prestito presso i Toros e di richiamare gli stessi in qualsiasi momento.
Il 18 ottobre 2023 il club annunciò lo scioglimento della società.

## Stadio
Il Rio Grande Valley disputava le proprie partite casalinghe presso l'H-E-B Park, impianto specifico per il calcio situato e Edinburg e dotato di una capienza di 9.400 posti a sedere. L'impianto avrebbe dovuto essere pronto per marzo 2016, tuttavia, a causa di diversi ritardi, i lavori vennero ultimati solamente nel primo trimestre dell'anno successivo. Per tutta la stagione 2016, dunque, il club fu costretto ad utilizzare il campo da calcio dell'Università della valle del Rio Grande.
Il nuovo impianto del club fu inaugurato poi il 22 marzo 2017 in un'amichevole contro i messicani del Monterrey, terminato poi con il risultato di 3-0 per gli ospiti. La prima vittoria nel nuovo stadio arrivò poche settimane più tardi, il 12 aprile, contro i Colorado Springs Switchbacks. Il record di spettatori del club fu registrato il 29 aprile dello stesso in occasioni del match contro l'Oklahoma City Energy a cui assistettero 7.820 spettatori.